# Riwiera Włoska

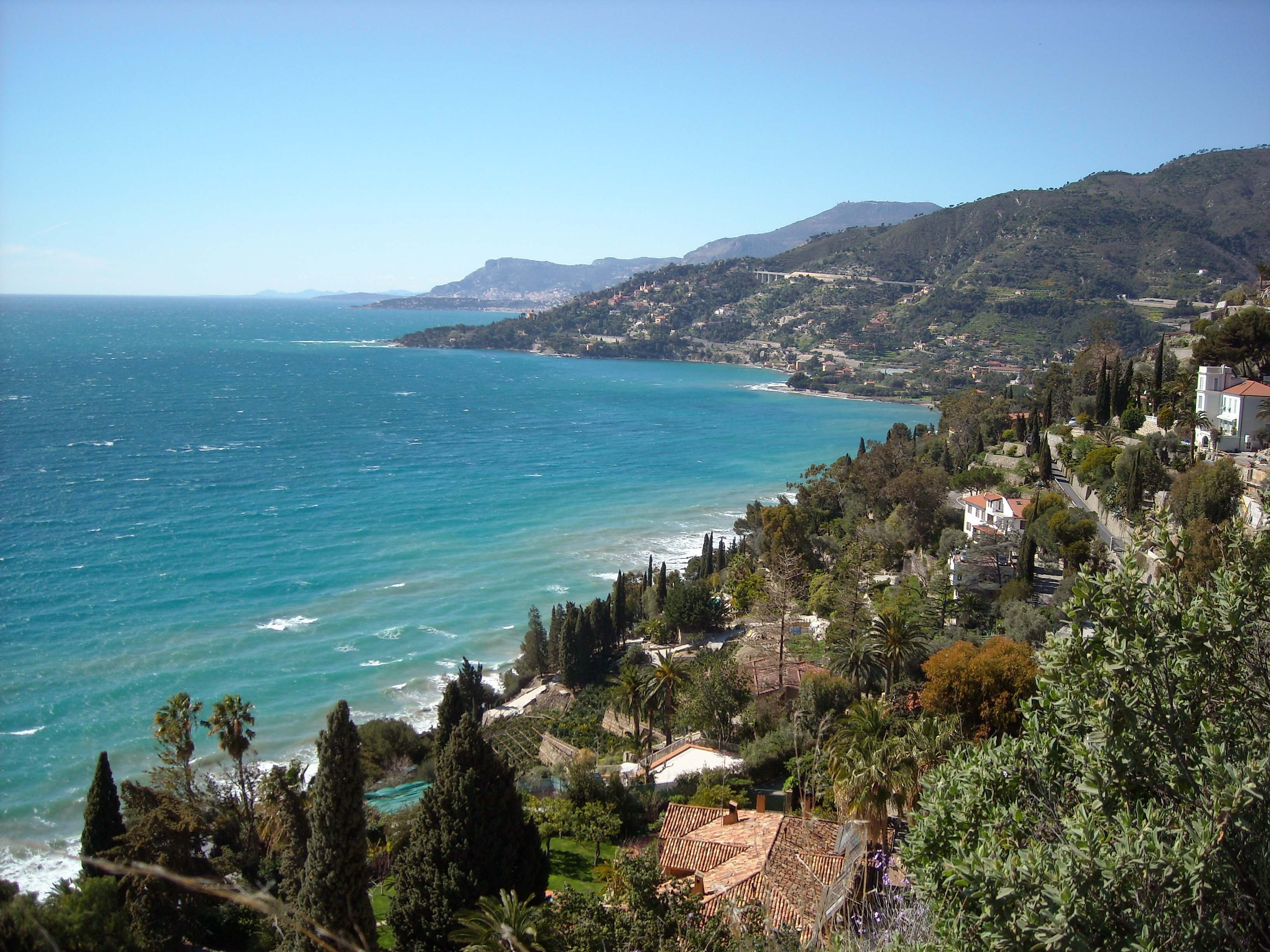
La Piana di Latte w miejscowości Ventimiglia

Riwiera Włoska (La Riviera) – wybrzeże Morza Liguryjskiego we Włoszech, przedłużenie Riwiery Francuskiej (Lazurowego wybrzeża). Ciągnie się od granicy z Francją do miasta La Spezia.
Powierzchnia pagórkowata i skalista, mnogie, małe zatoki. Łagodny klimat podzwrotnikowy (średnia temperatura stycznia – 7 stopni C, a lipca – 22 stopnie C), gęsta flora śródziemnomorska. 
Riwiera Włoska dzieli się na:
- Riviera di Ponente, umiejscowioną na zachodzie, dochodzącą do Genui, słynną z atutów krajobrazowych i wielu tuneli, trasy via Aurelia oraz licznych ośrodków wypoczynkowych o światowym znaczeniu (San Remo, Ventimiglia, Bordighera, Imperia, Alassio, Finale Ligure, Varigotti, Varazze).
- Riviera di Levante, położoną na wschodzie, z ośrodkami wypoczynkowymi, m.in.: Sestri Levante, Santa Margherita Ligure, Chiavari. Podstawę ekonomii stanowi turystyka i uprawa drzew owocowych, winorośli, oliwek i kwiatów.